# Djerbahood
Djerbahood és una manifestació d'art urbà amb la que els artistes de tot el món van participar dins el poble tunisià de Erriadh a l'illa de Djerba per realitzar 250 obres creades per l'ocasió. La idea es va promoure per la Galeria Itinerrance de París al juny 2014.

## Projecte
El nom de l'esdeveniment, Djerbahood, s'imposà espontàniament als organitzadors després de la instal·lació de les lletres gegants The Hood (terme anglès molt familiar, de vegades utilitzat per designar un barri) per Rodolphe Cintorino a l'entrada del poble tunisià de Erriadh dins l'illa de Djerba, abans coneguda com a Hara Sghira, és a dir « barri petit » en àrab.
Les 250 obres realitzades pels artistes que van participat en el projecte, van utilitzar més de 4.500 esprai de pintura i van reagrupen alhora les obres d'artistes individuals i amb col·laboració.
A cel obert, Djerbahood va esdevenir un experiment que podria arribar a ser un museu del moviment art de carrer: concebut sobre les normes museístiques clàssiques amb una llum, una escenografia i un recorregut, es desmarca dels festivals d'art urbà. Segons el diari tunisià Le Temps, es tractaria d'una aventura artística única en l'univers de l'art urbà. Un moviment "en efervescència en un país amb futur" segons Mehdi Ben Cheikh, fundador de Djerbahood i director de la Galeria Itinerrance de París.

És possible visitar virtualment els carrers del poble gràcies a l'operador telefònic Ooredoo Tunísie en el seu espai web de la marca.

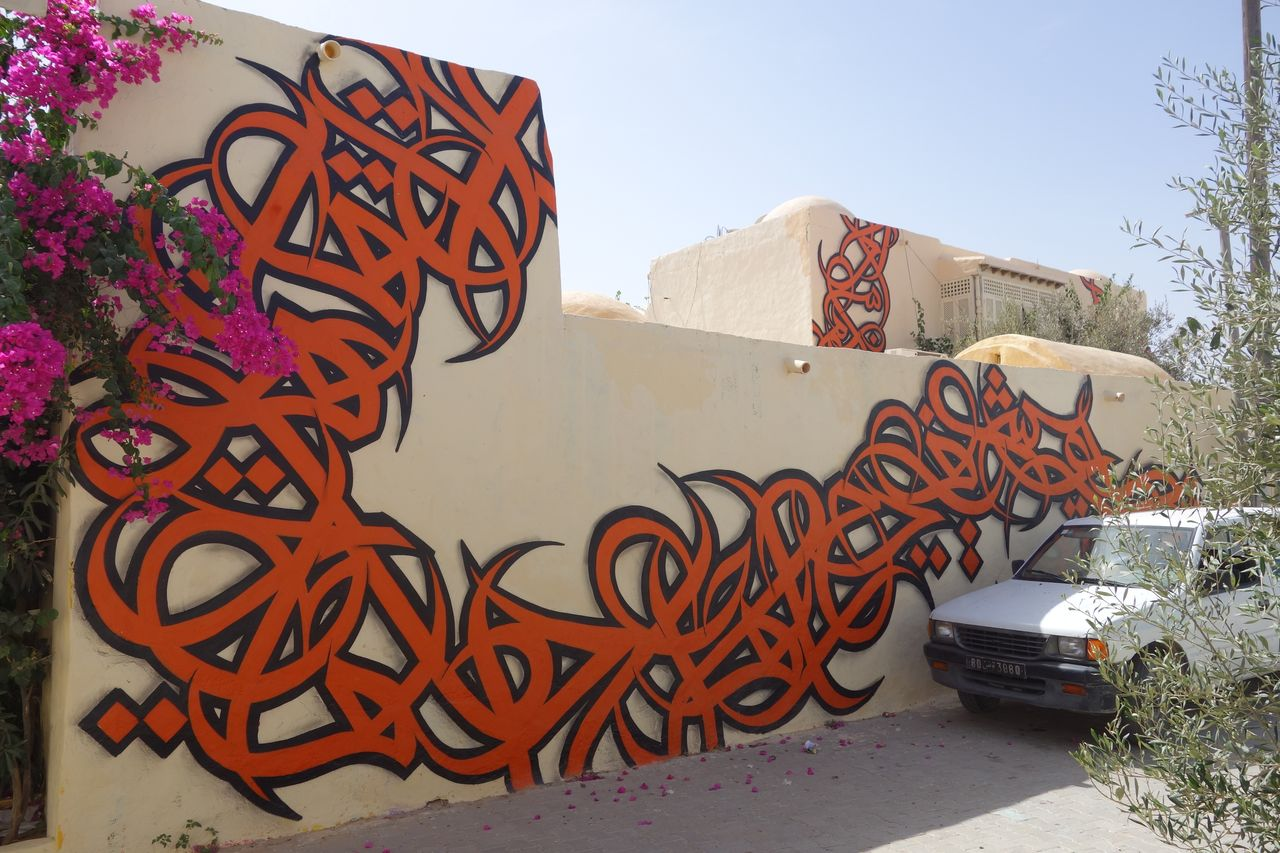
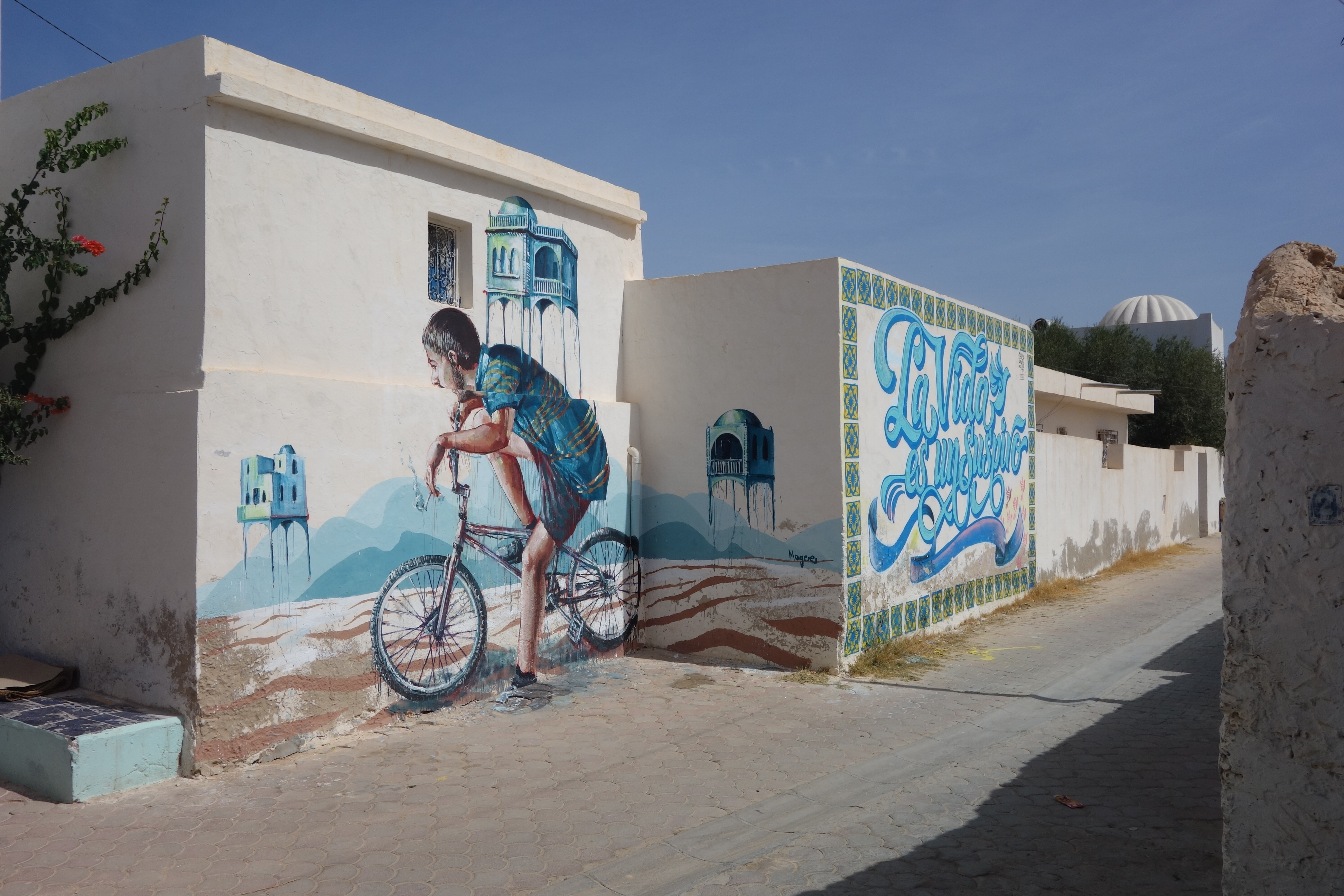
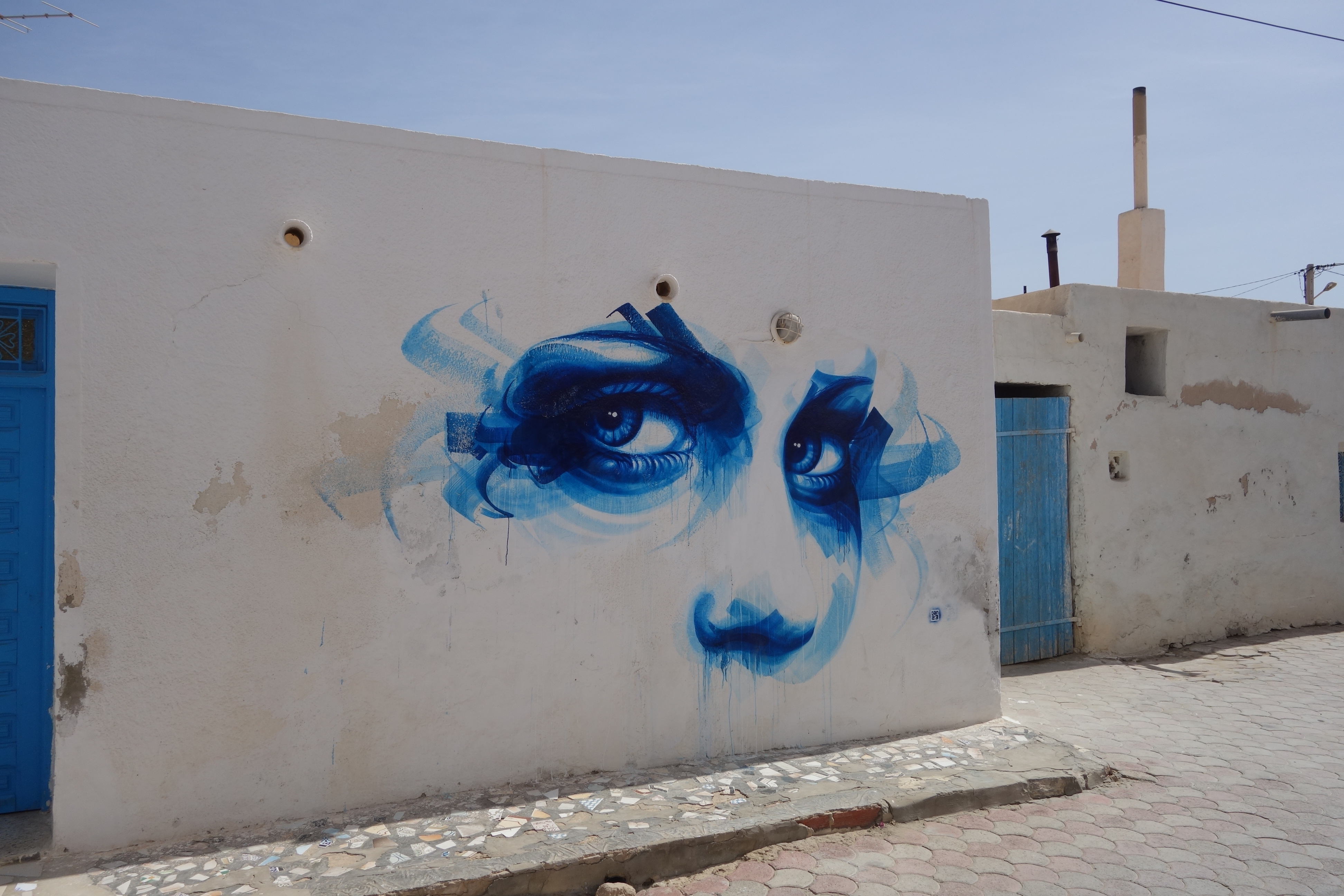
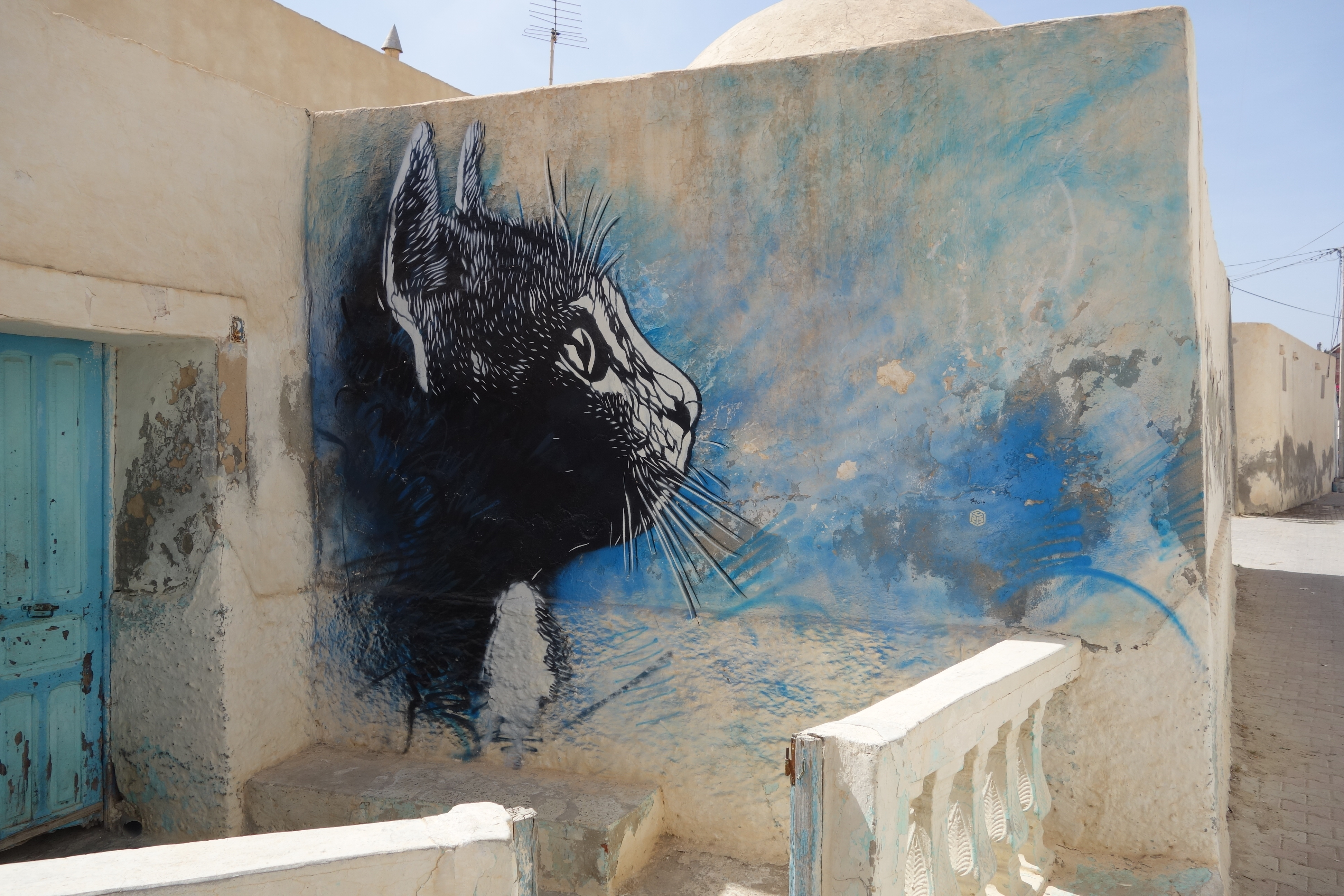
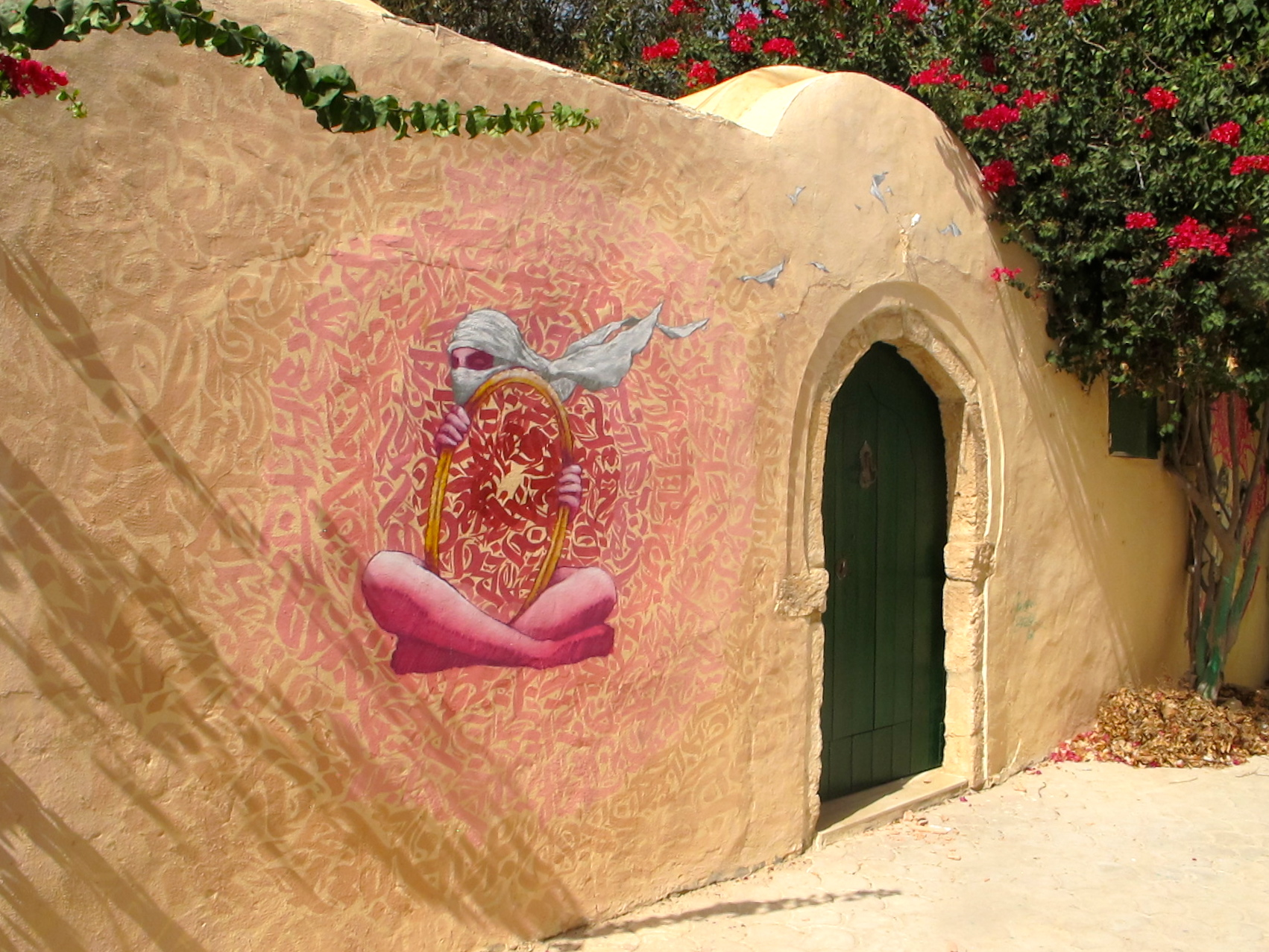
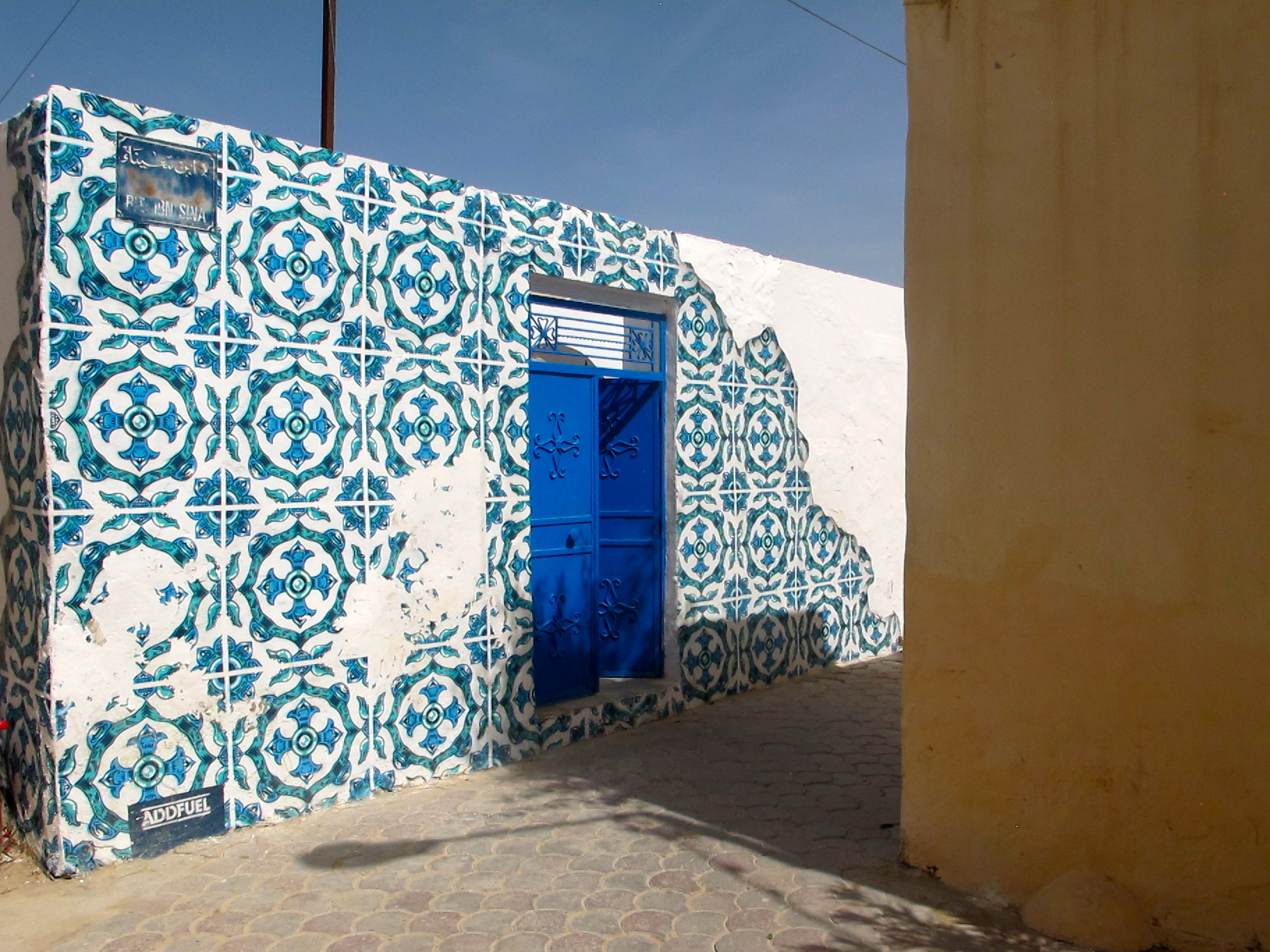
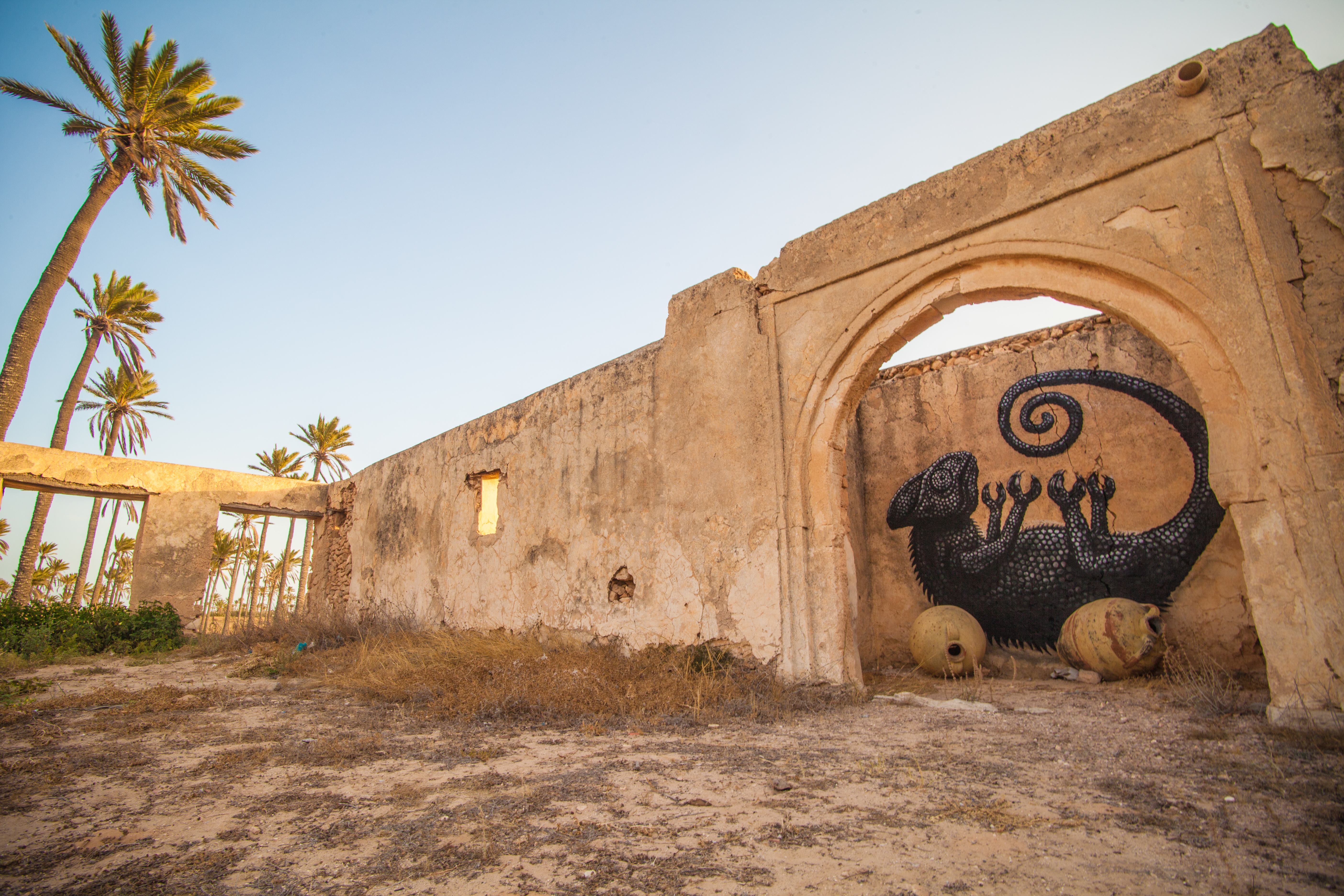
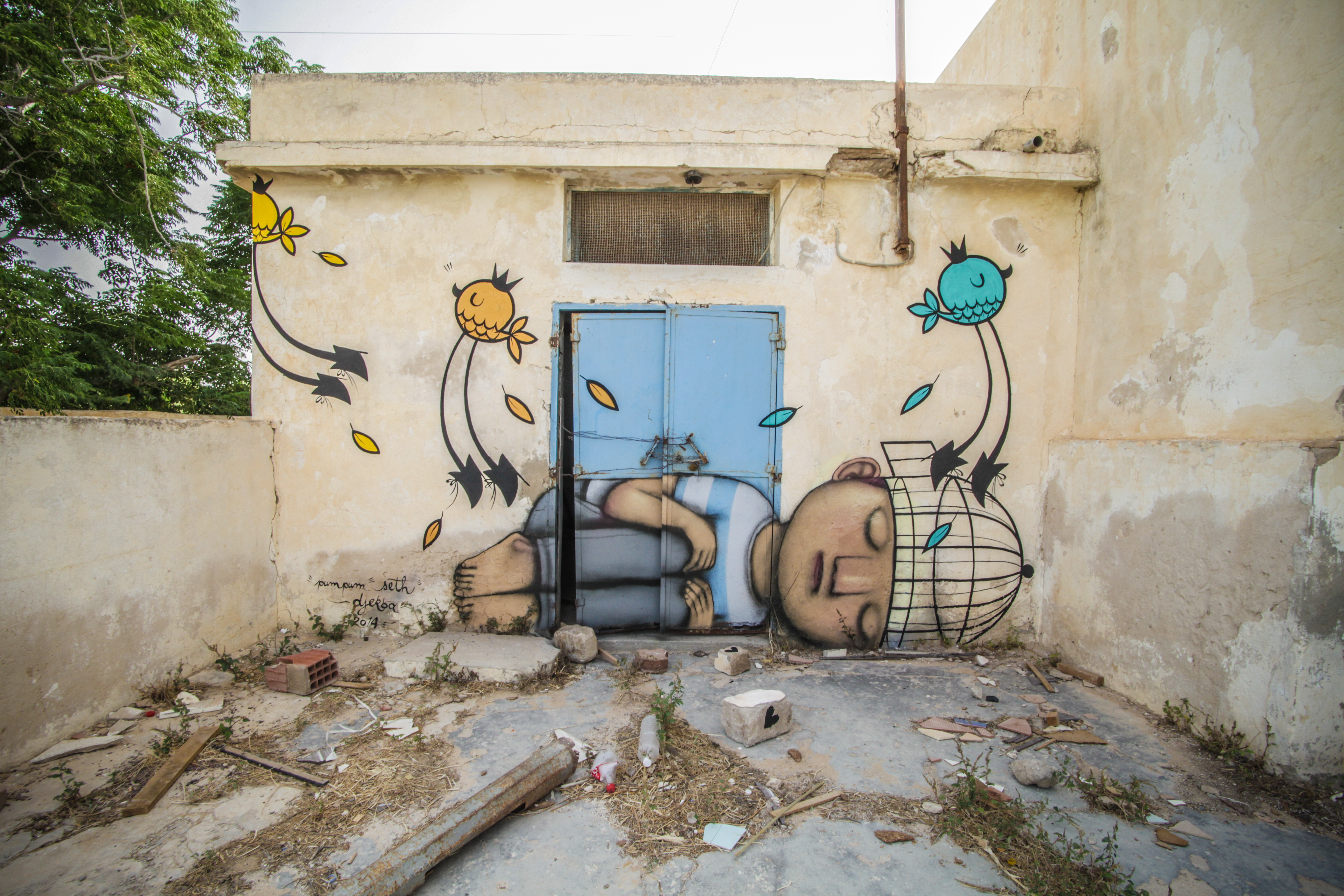

## Poble
Escollit per a la seva arquitectura tradicional, el poble de Erriadh es beneficia gràcies a la manifestació d'un turisme, una il·luminació beneficiosa de en llum beneficiosa de l'illa, tot i que sofreix, després de la revolució de 2011, d'una gestió desorganitzada de la recollida de les escombraries.
El projecte també ha esdevingut una aventura humana que condueix a trobades entre artistes i habitants. Mehdi Ben Cheikh, que va aconseguir convèncer els residents i els comerciants "d'oferir" les seves parets a diferents artistes, comenta que ha estat un esdeveniment històric per a l'illa. Els pocs residents,reticents al principi, es van relacionar finalment amb els artistes i l'equip d'Itinerrance pel seu treball a casa seva. Els artesans locals van donar una mà a les instal·lacions i també proporcionaren equipament.

## Artistes
Un centenar d'artistes de 30 nacionalitats diferents, van participar en l'esdeveniment, entre els quals Add Fuel, Aya Tarek, C215, eL Seed, Fintan Magee, Jace, Pantonio, Phlegm, ROA, Swoon, Yazan Halwani, S o també Julien Malland aka Seth, un artista urbà francès, condicionada sobretot a través de les seves participacions a diversos episodis de l'emissió Els Nous Exploradors.

## Cobertura mediàtica
L'esdeveniment ha estat àmpliament cobert per la premsa, amb diversos centenars d'articles en l'espai d'alguns diaris en més de 70 països diferents, entre els quals: The New York Times, The Guardian, Le Monde, Alliberament, El Huffington Lloc, La Repubblica, Vogue Italia, Al Jazeera, BBC News, El Mouv' o França Inter.
També hi ha disponible una websèrie documental de deu episodis, que oferia una immersió en backstage amb els artistes, a l'escenari, proposada per la plataforma creativa de la cadena Arte.